# Погожев, Дмитрий Семёнович
Дмитрий Семенович Погожев — русский воевода первой четверти XVII века.
1 августа 1598 года, как жилец московский, Погожев подписался под грамотой утверждённой об избрании царя Бориса Годунова. 17 января 1608 года участвовал в свадьбе царя Василия Шуйского с княгиней Марией Буйносовой-Ростовской, ему поручено было находиться в церемонии «у фонаря большого». 17 апреля 1612 года подписался под грамотой воеводы Дмитрия Пожарского с товарищами и всех ратных людей из Ярославля к вычегодцам «о всеобщем ополчении городов на защиту отечества, о беззаконной присяге князя Трубецкого, Заруцкого и казаков новому самозванцу и о скорейшей присылке выборных людей в Ярославль для земского совета и денежной казны на жалованье ратным людям».
В 1613 году шведы осадили Тихвин, и хотя они побили отряд Ис. Сумбулова, высланный царём Михаилом Романовым на помощь осаждённым воеводам, однако тихвинцам с воеводами удалось отбить шведов. К Михаилу Романову пришло известие об этом, когда он находился на пути в Троице-Сергиевский монастырь, в селе Воздвиженском, и царь послал тогда с этой радостной вестью к боярам в Москву Дмитрия Погожева.
В 1614 году, в начале июля, когда Заруцкий бежал из Астрахани на Яик, а астраханцы принесли повинную государю (25 июля), государь послал в Астрахань, а также и на Терек к Петру Головину Дмитрия Погожева «с государевым жалованьем и о здоровье спрашивать и с золотыми». Погожев выразил протест, говоря, что меньше Петра Головина «быть ему невместно». Когда было разобрано боярами это местническое дело, то выяснено было, что показание Погожева, предъявленное в суд бояр о службах членов его рода, неверно. Неизвестно, случилось ли это вследствие какой-либо ошибки, вкравшейся в частный разрядный список членов их рода, обыкновенно делавшийся из разрядов официальных, или это была заведомая ложь. Приговор бояр был таков: «бить Погожева батоги в Разряде, а бив, посадить в тюрьму». Возвращенный же из тюрьмы, он всё-таки был послан в Астрахань и на Терек.
В 1617 году Погожев был вторым воеводой в Вязьме, «товарищем» воеводы Ник. Мезецкого.
В марте 1618 года он был в Москве приставом у Монса, посла шведского короля, с дьяком Матвеем Сомовым, а встреча посла, что считалось почётнее, поручена была дворянину Никите Борятинскому. Тогда Погожев возбудил против Борятинского местническое дело, окончившееся опять для него неудачно: он вторично был посажен в тюрьму, а по выпуске из тюрьмы всё-таки велено было ему быть в приставах у посла. Тогда он представился больным и его уволили от обязанности пристава.
В 1620—1623 годах Погожев был воеводой в сибирском городе Мангазее. В 1625 году при приёме, когда государь велел 17 мая быть на отпуске и у стола Кизильбашским послам Русану-Беку с товарищами, то среди других дворян он находился при государе и отце его патриархе Филарете. 14 марта 1628 года Погожев был у государева стола среди других дворян; 6 апреля у стола государя, а 20 апреля опять у государя на родины царевны Пелагеи Михайловны, также и 12 марта 1629 года на родины царевича Алексея Михайловича.